# Marquesat de Vivola
El marquesat de Vivola és un títol nobiliari espanyol creat el 1543 per Carles I en favor d'Adamo Centurione-Oltramarino.

## Història
El marquesat té l'origen en la compra que va fer la família Centurione –coneguts com Centurión a Espanya– dels feus de Laula, Vivona i Monte Vay a la família Malaspina. El títol de marquès va ser concedit el 25 d'agost de 1543 a Adamo Centurione-Oltramarino, i originalment es tractava d'un títol únic pels treus feus. A la seva mort, l'herència va passar al seu net, Juan Bautista Centurión, que havia heretat ja del seu pare el marquesat d'Estepa. Posteriorment el títol va quedar vacant i no va ser rehabilitat fins al 1913 per Joaquín Ignacio de Arteaga, que va convertir el títol antic en tres marquesats diferents.

## Llista de titulars
| Núm.                                | Titular                                 | Període                    | Ref.                       |
| Creat el 1543 per Carles I          | Creat el 1543 per Carles I              | Creat el 1543 per Carles I | Creat el 1543 per Carles I |
| ----------------------------------- | --------------------------------------- | -------------------------- | -------------------------- |
| 1                                   | Adamo Centurione-Oltramarino            | 1543-1568                  | [ 5 ] [ 1 ]                |
| 2                                   | Juan Bautista Centurión y Negroni       | 1568-1624                  | [ 4 ] [ 6 ]                |
| 3                                   | Adán Centurión y Fernández de Córdoba   | 1624-1658                  | [ 4 ] [ 6 ]                |
| 4                                   | Cecilio Francisco Centurión y Centurión | 1658-1688                  | [ 4 ] [ 6 ]                |
| 6                                   | Luis Centurión y Centurión              | 1688-1708                  | [ 4 ] [ 6 ]                |
| 7                                   | Manuel Centurión y Arias-Dávila         | 1708-1729                  | [ 4 ] [ 6 ]                |
| 7                                   | Juan Bautista Centurión y Velasco       | 1729-1785                  | [ 4 ] [ 6 ]                |
| 8                                   | María Luisa Centurión y Velasco         | 1785-1799                  | [ 4 ] [ 6 ]                |
| Rehabilitat el 1913 per Alfons XIII |                                         |                            |                            |
| 9                                   | Joaquín Ignacio de Arteaga y Echagüe    | 1913-1949                  | [ 3 ] [ 7 ]                |
| 10                                  | Íñigo de Arteaga y Falguera             | 1951-1966                  | [ 8 ] [ 9 ] [ 10 ]         |
| 11                                  | Francisco de Borja de Arteaga y Martín  | 1966-1999                  | [ 8 ] [ 9 ] [ 10 ]         |
| 12                                  | Francisco de Borja de Arteaga y Fierro  | 1999-Avui                  | [ 11 ] [ 12 ]              |